# Dózsa György út (stanice metra v Budapešti)
Dózsa György út je podzemní stanice na lince M3 budapešťského metra. Název má podle Juraje Dóžy, významného vůdce povstání. Nachází se v severní části Budapešti. Vybudována byla v otevřené jámě jako hloubená (9,3 m pod povrchem), nástupiště pak má boční, ve své ose je podpíráno jednou řadou sloupů. Z každého konce nástupiště vychází jeden východ po širokém pevném schodišti, navazuje rozsáhlý mělce založený podpovrchový vestibul. Stanice byla zprovozněna 5. listopadu 1984 jako součást úseku III/A.